# 預發訊息
預發訊息的概念是一個具有預先準備、避免遺漏、依序固定排程作業等特性的應用。
在模擬情境下，當訊息發送端需要發送一個預發訊息時，必須設定此訊息發送的時間，當時間到達，預發訊息就會透過網際網路傳送到訊息接收端。